# 秀光
秀光（しゅうこう、旧芸名・本名：高橋 秀行（たかはし ひでゆき）、1984年6月9日 - ）は、日本の俳優。
茨城県出身。身長182cm。成城大学法学部法律学科卒業。

## 来歴・人物・エピソード
- 成城大学在学中、映画を観て「役者ってすごい、かっこいい」と感じたことをきっかけに役者を目指す。
- 2006年10月よりAmuse-Prestage project-unit（現在の劇団プレステージ）に参加。
- 2018年1月、芸名を「秀光」に改名。名付け親は福山雅治。それまで本名の高橋秀行であったが、福山さんの中で唯一無二の存在になりたい、とのことからあだ名を考えてもらえることとなり「シュウコウ最高にいいじゃん。もうさ、高橋取っちゃおうよ」と福山さんがパソコンで検索しながらいろいろ漢字をはめていき、最終的にコウに「光」という字を当てたら大吉な画数となった。[3]
- 趣味はバイク、ギター。特技は野球、茨城弁。
- でもギターは少ししか弾けない
- 好きな食べ物は茶碗蒸し。
- ストラボ東京にて自身初の冠配信ラジオ番組『高橋秀行のあ～しゃべりたい（現在は秀光のあ～しゃべりたい）』を立ち上げるなど、劇団員随一のおしゃべり好き。なお、同番組で6時間喋り続けたのをきっかけにSBSラジオ『聴くディラン』（水曜レギュラー）が決まり、本当に毎週6時間喋ることになった。これを「秀光べしゃりの乱」と言う。[3]
- 『URA!URA!Booost』出演をきっかけに筋トレが習慣化。『ディペンデントデイ～7人の依存症～』以降は30分間の筋トレが日課で、同作や『静岡発そこ知り』ではシックスパックを披露した。
- 2019年6月5日（水）、SBSラジオ『聴くディラン』にて、落語「子ほめ」を披露。その際、落語家・立川志らべから指導を受けた。
- 『TAKERU TV』にゲスト出演した際、"あの"佐藤健に「スポンジ・ボブに似ている」と言われたことがある。(渋谷のラジオの学校 2019.6.27 本人談)
- 茨城県出身で自称「イバラキング」と名乗っているが、茨城よりも静岡が好き。
- 俳優の岸谷五朗と共演したさいに大工っぽい雰囲気を感じた岸谷から「材木」というあだ名をつけられた。
- 本当はビビりな性格で暗闇や怖い話が苦手だか、バレるのが嫌なため"ビジネス破天荒"を演じている。
- 持ちネタに「やられたらやり返す、バイキンマンだ」がある。
- 2020年3月31日、デビューから長年所属していたアミューズを退所[4]、2020年7月1日、ビーインググループのwhite Dreamへ所属[5]。
- 日本ビール検定3級とパーソナルトレーナーの資格を有している。
- 2022年8月27日、劇団プレステージを卒業。

## 出演

### 舞台
- チェリーの木の下で（2007年）
- チェリーの木の下で- DT-MAX08’-（2008年）
- イッセーオカダ（2008年）
- マフィアは電柱の根元に葉巻を置いたか?（2010年）
- 劇団プレステージ第1回本公演 ペンシルビルWARS 〜眠らぬ街のアツい日〜（2010年）
- ORANGE（2011年）
- 劇団プレステージ第2回本公演 サイキックフライト〜頑張る7人のエスパーとあと2、3人〜（2011年）- 機長 役
- 大脚色（2011年）
- 劇団プレステージ第3回本公演 『ゼツボー荘』より愛を込めて（2011年）
- 劇団プレステージ番外公演 サイキックフライト〜頑張る7人のエスパーとあと2、3人〜再演（2012年）- 機長 役
- 劇団プレステージ第4回本公演 Have a good time?（2012年）- 信也 役
- 劇団プレステージ第5回本公演 ゴーストレイト（2013年）
- 劇団プレステージ第6回本公演 アウタースペース109（2013年）
- 劇団プレステージ第7回本公演 ボーンヘッド・ボーンヘッダー（2014年）- 高島平蔵 役
- 劇団プレステージ第8回本公演 ブラックパールが世界を動かす（再演）（2014年）
- 劇団プレステージ第10回本公演 Have a good time? 再演（2015年） - 柴田 役
- 劇団プレステージ番外公演 君のそばにいたいのに(2016年)
- 劇団プレステージ第11回本公演 リサウンド～響奏曲～(2016年)- 御手洗先生 役
- 劇団プレステージ×ヨーロッパ企画 突風！道玄坂歌合戦 (2016年)
- 劇団プレステージ第12回本公演 URA！URA！Booost(2017年) - 団長 役
- 「エレベーターガール～ご希望の階には止まれません～」（2017年12月12日 - 17日、東京都 APOC THEATER）[6]
- 劇団プレステージ第1回企画公演 あいつのチョキ - マネージャー 斎藤役、鈴木の父役（2018年2月27日-3月6日、千本桜ホール）[7]
- 劇団プレステージ第13回本公演 ディペンデントデイ〜7人の依存症〜(2018年)- 広沢ハルク 役
- 劇団プレステージ第14回本公演 終わり to はじまり(2018年) - 寛治 役
- 劇団プレステージ第15回本公演 大地からのレラ!（2019年9月28-10月6日、CBGKシブゲキ‼︎）- 秀五郎、カガワ 役
- 劇団プレステージ第16回本公演 浅草チャンバラ・メリーゴーランド（2020年11月6日 - 10日、浅草花劇場） - 田中（マサ） 役
- 劇団プレステージ第17回本公演 Have a good time? 再々演（2022年3月2日 - 7日、シアター・アルファ東京） - 柴田 役

### 映画
- クローズ ZERO II（2009年）
- SR サイタマノラッパー2 女子ラッパー☆傷だらけのライム（2010年）
- 女子ーズ（2014年）
- 吠えても届かない（2014年）

### テレビドラマ
- 花咲舞が黙ってない 第9話（2014年6月11日、日本テレビ） - 斎藤 役
- HEAT（2015年7月 - 9月、フジテレビ） - 消防士 役（レギュラー）
- 私 結婚できないんじゃなくて、しないんです 第2話（2016年4月22日、TBSテレビ）
- そして、誰もいなくなった（2016年7月 - 9月、日本テレビ） - レギュラー出演
- 黒薔薇 刑事課強行犯係 神木恭子（2017年3月19日、テレビ朝日）
- ストリートワイズ・イン・ワンダーランド―事件の方が放っておかない探偵―（2017年3月27日、フジテレビ）
- ドラマスペシャル黒薔薇 刑事課強行犯係 神木恭子（2017年12月16日、テレビ朝日）
- 日経スペシャル カンブリア宮殿（2018年2月1日、テレビ東京）
- 正義のセ 第3話（2018年4月25日、日本テレビ）
- 婚外恋愛に似たもの 第8話（2018年8月28日、関西テレビ）
- アンサング・シンデレラ 病院薬剤師の処方箋 第7話（2020年8月27日、フジテレビ）
- 全っっっっっ然知らない街を歩いてみたものの 第4話（2021年3月31日、フジテレビ）
- 刑事7人 第1話（2021年7月7日、テレビ朝日）
- ミステリと言う勿れ 第2話（2022年1月17日、フジテレビ）
- 悪女のすべて（2022年7月2日 - 、BS松竹東急）- 玉野洋平 役

### CM
- 東京メトロ 「日比谷　歴史と文化が色づく」編 （2017年10月）[8]
- 飯田グループホールディングス 一建設株式会社「家は家族をつなぐ場所」篇（2020年8月～）

### ラジオ
- 劇団プレステージの渋谷のラジオの学校（渋谷のラジオ、2016年4月7日 - 2020年9月24日）[9][3]
- 聴くディラン 水曜日パーソナリティー（2018年10月3日 - 2020年3月27日、SBSラジオ）[3]
- 渋谷のラジオの惑星（木曜）（2020年10月1日 - 2022年9月1日）

### テレビ
- イブアイしずおかエンタ　木曜日・金曜日パーソナリティー（2018年4月6日-、静岡放送）[10]
- 静岡発そこ知り　(2019年、静岡放送)